# Otternhagener Moor
Das Otternhagener Moor ist ein Naturschutzgebiet in den niedersächsischen Gemeinden Neustadt am Rübenberge und Wedemark in der Region Hannover.

## Beschreibung
Das Naturschutzgebiet mit dem Kennzeichen NSG HA 034 ist 974 Hektar groß. Es ist Bestandteil des FFH-Gebietes „Helstorfer, Otternhagener und Schwarzes Moor“. Das Naturschutzgebiet liegt unmittelbar nördlich des Naturschutzgebietes „Schwarzes Moor bei Resse“, von dem es durch einen schmalen Mineralbodenrücken getrennt ist, und unmittelbar südlich des Naturschutzgebietes „Helstorfer Moor“. Das Gebiet steht seit dem 11. Mai 1995 unter Naturschutz. Es ersetzt das im November 1970 ausgewiesene Naturschutzgebiet „Otternhagener Moor“ und das im August 1988 ausgewiesene Naturschutzgebiet „Otternhagener Moor II“. Zuständige untere Naturschutzbehörde ist die Region Hannover.
Das Naturschutzgebiet liegt östlich von Neustadt am Rübenberge und westlich von Bissendorf zwischen den Ortsteilen Otternhagen und Scharrel der Stadt Neustadt am Rübenberge und Reese, einem Ortsteil der Gemeinde Wedemark. Es ist Teil der Hannoverschen Moorgeest, einer eiszeitlichen Geest- und Grundmoränenlandschaft.
Es stellt ein Hochmoorgebiet unter Schutz, das sich in einer flachen, nach Nordwesten geneigten Senke zwischen Ablagerungen aus der Saale-Eiszeit gebildet hat. Die Moorbildung begann vor circa 3000 Jahren.
Das bis zu vier Meter mächtige Moor wurde in der Vergangenheit entwässert und durch bäuerliche Handtorfstiche teilabgetorft. Es wird von Moor- und Bruchwald geprägt. Daneben sind offene Moorflächen mit Moorheide, Wollgras und Torfmoosen zu finden. Insbesondere im Zentralbereich des Moores ist unzerstochenes Hochmoor erhalten. In den ehemaligen Torfstichen haben sich ausgedehnte Torfmoos- und Schwingrasengesellschaften entwickelt. Einige ehemalige Torfstiche sind zu Stillgewässern zusammengelegt worden.
Im Norden und Westen sind überwiegend feuchte Grünlandflächen in das Naturschutzgebiet einbezogen, die eine Pufferfunktion zu den angrenzenden landwirtschaftlichen Nutzflächen übernehmen.
Das Naturschutzgebiet wird nach Norden zur Neuen Auter und nach Westen zur Auter, einem Nebengewässer der Leine, entwässert.
Seit dem 17. Mai 2019 lässt sich dieser besondere Lebensraum im südlichen Bereich des Moores mit Hilfe eines über 350 Meter langen Moor-Erlebnispfades an insgesamt 9 Erlebnisstationen erkunden. Über einen Holzhackschnitzel-Weg geht es zum Aussichtspunkt am Libellengewässer.

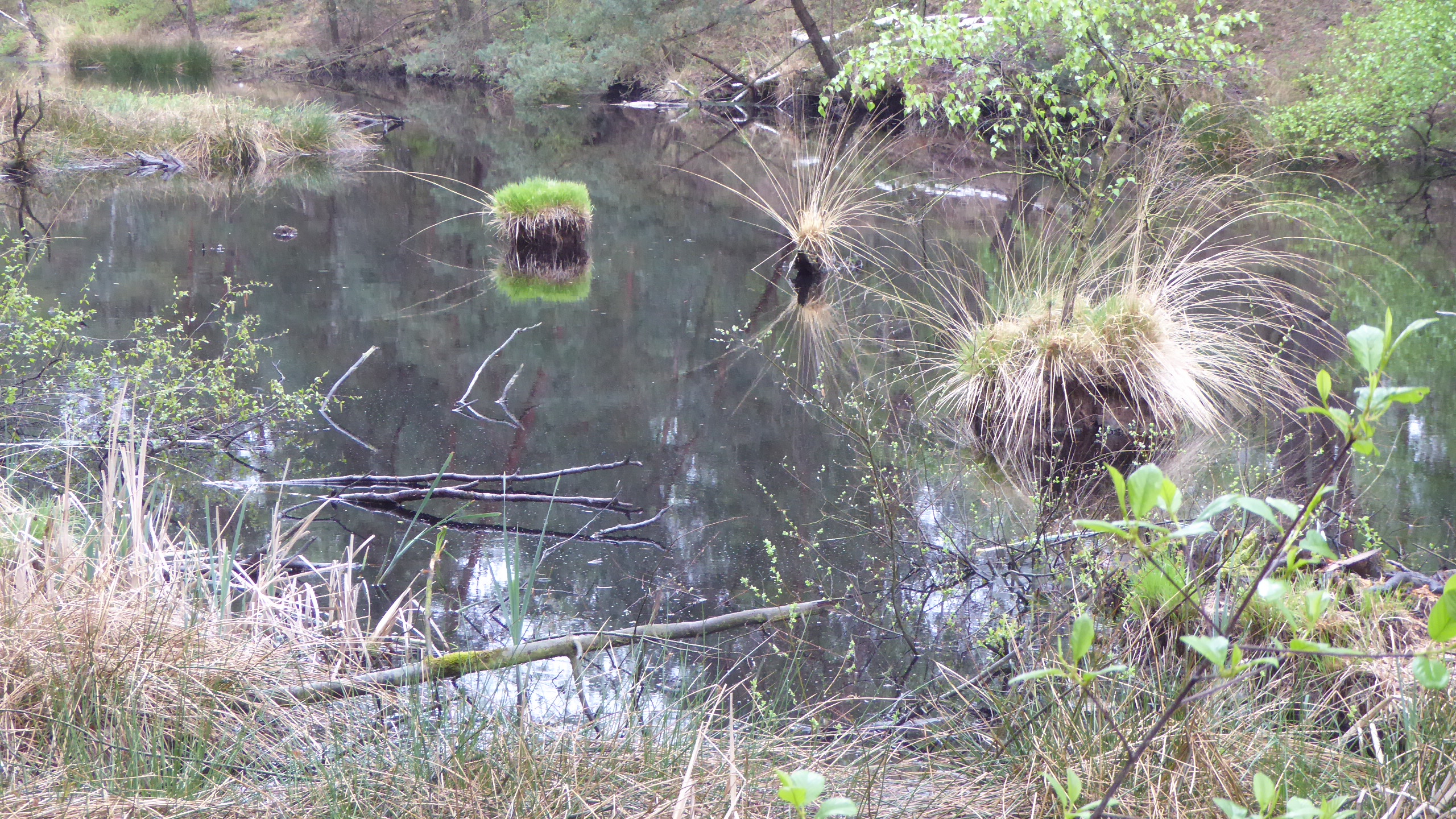
Libellengewässer am Moor-Erlebnispfad

## Entwicklung des Gebietes
Im Rahmen des LIFE+-Projekts „Hannoversche Moorgeest“ sollen bis 2023 mehrere Moore auf einer Fläche von 2.240 Hektar, darunter das Otternhagener Moor, ökologisch aufgewertet werden. Zur Optimierung der Regenwasserrückhaltung sollen bisherige Entwässerungen zurückgebaut und neue Dämme und Staue angelegt werden. Zusätzlich wurden schon Flächen entkusselt, Kleingewässer freigestellt und Grünlandbereiche extensiviert. Informationstafeln unterrichten Interessierte vor Ort.